# Почтамтский мост
Почта́мтский мост (Ма́лый Цепно́й, Пра́чечный) — пешеходный металлический висячий мост через реку Мойку в Адмиралтейском районе Санкт-Петербурга, соединяющий Казанский и 2-й Адмиралтейский острова. Один из первых цепных мостов Петербурга и единственный, сохранивший оригинальную конструктивную схему (в Банковском и Львином мостах цепи играют декоративную функцию, а сами мосты фактически являются балочными). В 2001 году включён в список объектов культурного наследия России федерального значения, находится под охраной государства.
Построен в 1823—1824 годах взамен существовавшего с 1790-х годов деревянного моста. В 1905 году под мост были подведены дополнительные опоры, после чего он стал балочным. В 1981—1983 годах выполнена реконструкция моста, мост был восстановлен в историческом виде. В 2003 году проведён капитальный ремонт моста.

## Расположение
Расположен в створе Прачечного переулка недалеко от здания Главпочтамта. В этом месте Большая Морская улица проходит по берегу реки Мойки и мост выходит на неё напротив дома № 61.
Недалеко от моста расположены Юсуповский дворец (набережная реки Мойки, дом № 94), дом архитектора Огюста Монферрана, в котором зодчий жил в годы строительства Исаакиевского собора (набережная реки Мойки, дом № 86), Дворец культуры работников связи (бывшее здание немецкой реформатской церкви, построенной в 1862—1865 годах по проекту архитектора Г. Боссе, в 1930-х перестроено для Дома культуры П. М. Гринбергом и Г. С. Райцем — набережная реки Мойки, д.№ 103 / Большая Морская улица, № 58). На участке дома № 61, напротив моста находились большой каменный дом с лабораторией и мозаичная мастерская М. И. Ломоносова.
Выше по течению находится Фонарный мост, ниже — Поцелуев мост.

## Название
Мост назван по находящемуся рядом зданию Главного Почтамта, как и Почтамтская улица и Почтамтский переулок, расположенные неподалёку. Первоначально в официальных документах мост назывался Малым цепным мостом через Мойку. Современное название закрепилось за мостом с середины XIX века, а до этого мост назывался Цепным пешеходным, Прачешным (по наименованию Прачечного переулка).

## История
В специализированной литературе для описания береговых конструкций, поддерживающих цепи моста используется термин «квадрант круга», обозначающий сектор с центральным углом в 90°. Квадрант Почтамтского моста образован тремя дугами, пересечёнными радиусными элементами.
Одной границей этих квадрантов являются вертикально стоящие чугунные обелиски, другой границей квадрантов являются гранитные плиты набережной.

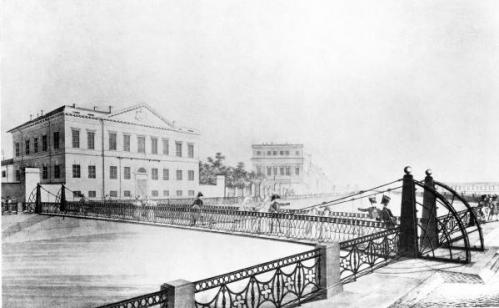
Литография Карла Беггрова с рисунка Вильгельма фон Треттера. 1820-е

На этом месте с конца XVIII века существовал деревянный четырёхпролётный мост балочной конструкции с промежуточными опорами в виде свай, обшитых досками. Со временем эта переправа пришла в негодность, и возникла необходимость в её замене.
Осенью 1823 года инженером В. Треттером при участии В. А. Христиановича был разработан и утверждён проект висячего однопролётного цепного моста. Строительство нового моста началось 10 сентября 1823 года под руководством Треттера и длилось одиннадцать месяцев. Мост строился одновременно с Пантелеймоновским цепным проезжим мостом через Фонтанку. Все чугунные и другие металлические части были изготовлены на заводе К. Н. Берда, и силами рабочих этого же завода произведена сборка элементов моста.
4 августа 1824 года мост начал эксплуатироваться явочным порядком: местные жители, не дожидаясь окончания строительства, стали переходить Мойку по строящемуся мосту. Некоторые детали моста, в том числе перила, на тот момент не были установлены, и мост достраивался уже в процессе эксплуатации.
Первоначально пролётное строение моста было деревянным. Выкрашенные в чёрный цвет железные и чугунные части моста хорошо контрастировали с золочеными деталями.
Во время наводнения 1824 года мост не получил серьёзных повреждений.
В первые годы эксплуатации обнаружились некоторые дефекты строительства, явившиеся следствием отклонений от проекта. Дефекты строительства привели к просадке настила в середине моста и отклонению в сторону реки трёх обелисков из четырёх. При повторном обследовании моста 14 декабря 1827 года отклонение обелисков увеличилось. С тех пор деформации моста продолжились. Имея довольно значительный пролёт (34 м), в полтора раза больший, чем у Банковского и Львиного мостов, и небольшую стрелу провисания, цепи впоследствии деформировались, а пилоны-обелиски наклонились. При движении по мосту пешеходов он сильно раскачивался. Для предотвращения неравномерной раскачки на входах моста были установлены отлитые из чугуна турникетки — крестообразные вертушки для регулирования движения пешеходов.
В 1882 году были заменены все деревянные части моста, а в 1884 году исправлены цепи. Для облегчения веса моста в 1902 году с него были сняты железные кованные решётки и установлены более лёгкие, простого рисунка.
В 1905 году, в связи с прогрессирующими деформациями пролётного строения, а также с обрушением Египетского моста, Почтамтский мост был укреплён: под него были подведены две деревянные опоры. Технический надзор за строительными работами осуществлял архитектор К. В. Бальди. После проведения этой реконструкции чугунные обелиски и цепи окончательно перестали поддерживать мост и были оставлены как декоративное украшение.
В 1953 году деревянное пролётное строение заменено металлическими двутавровыми балками, речные свайные опоры были обшиты досками. В 1956 году в литейном цеху трамвайного парка имени Калинина по инициативе главного инженера Ленмосттреста П. П. Степнова была отлита копия оригинальных перил моста. Литейная модель была изготовлена в Научно-реставрационных мастерских архитектором А. Л. Ротачем по первоначальному рисунку. Чугунная решётка была установлена на мосту в течение того же года. В 1968 и 1992 годах произведена позолота шаров на чугунных обелисках.

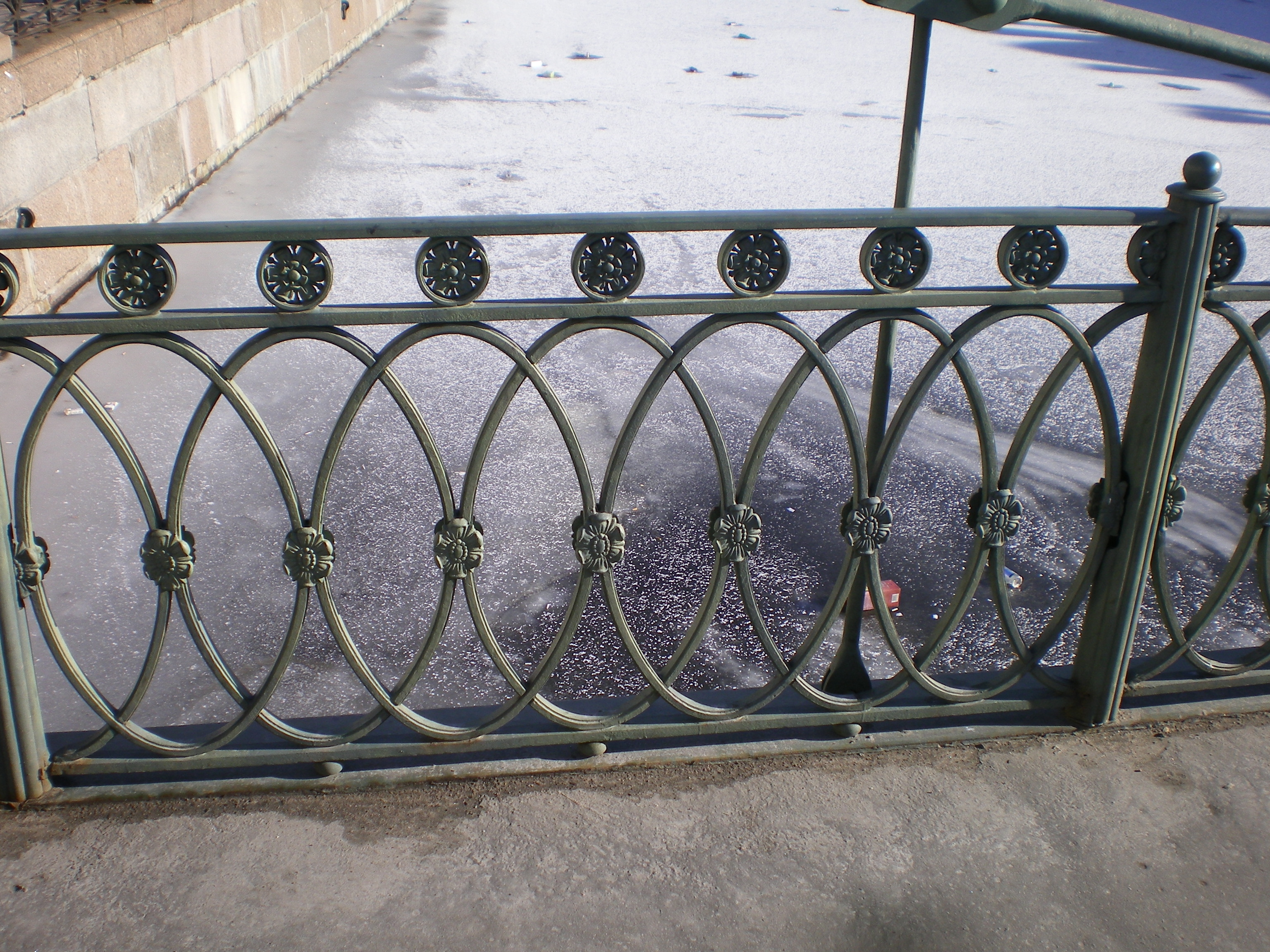
Решётка моста

В 1981—1983 годах мост был восстановлен в историческом виде (была восстановлена работоспособность конструкций моста и убраны временные опоры-«подпорки»). Конструкция моста снова стала висячей цепной однопролётной. Проект реконструкции выполнен группой инженеров института «Ленгипроинжпроект» под руководством Б. Э. Дворкина и Р. Р. Шипова. Новое пролётное строение было изготовлено судоремонтным заводом в Петрокрепости, цепи откованы на Канонерском заводе, веерообразные сектора пилонов произведены на Кировском заводе.
Зимой 2002 года произошло разрушение звена цепи, вероятной причиной которого, по мнению специалистов, стало резкое понижение температуры воздуха или проезд по мосту автомобиля. Для сохранения работоспособности конструкции под мост были подведены две временные металлические опоры.
В 2003 году проведён капитальный ремонт моста. Проект и рабочая документация реконструкции моста были разработаны ЗАО "Институт «Стройпроект» (инженер Ю. Б. Девичинский). На время ремонта пролётное строение было полностью демонтировано и перевезено на базу подрядчика «Мостспецмонтаж». Для обеспечения устойчивости к нагрузкам, повышения прочности и износоустойчивости конструкций моста на заводе «Адмиралтейские верфи» были изготовлены новые кованые цепи диаметром в 1,5 раза больше оригинальных. В ходе работ были полностью заменены цепи и подвески конструкций, выполнено усовершенствование балки жёсткости, отреставрировано перильное ограждение и детали художественного декора. 29 декабря 2003 года мост был принят государственной комиссией после ремонта.

## Конструкция
Мост однопролётный металлический цепной висячий. Конструктивная схема моста аналогична той, по которой построены Банковский и Львиный мосты. Полотно моста поддерживается четырьмя объединёнными попарно цепями, состоящими из 19 звеньев. Цепи на берегах прикреплены к четырём чугунным квадрантам (см. врезку) с обелисками высотой 2,45 м, увенчанными золочеными железными шарами. Кованые цепи, к которым подвешено пролётное строение, крепятся к обелискам-пилонам специальными шарнирными замками. Стрела провисания — 1/18. Расчётный пролёт 35 м, высота стальной балки жёсткости 0,3 м. Длина моста составляет 41,9 м, ширина — 2,2 м.
Опоры моста, сложенные из бутовой кладки с гранитной облицовкой, представляют со стенками набережных единое целое. Основанием тех и других служат свайные ростверки. На опорах моста для крепления цепей установлены чугунные обелиски, увенчанные бронзовыми золочёными шарами. Обелиски удерживаются в равновесии чугунными дугами (квадрантами), расположенными с противоположной от мостового полотна стороны. Как обелиски, так и дуги закреплены на опорах анкерными болтами, глубоко заделанными в каменной кладке.
В качестве ограждения моста установлена кованая железная художественная решётка. Художественное оформление перильного ограждения решено в виде пересекающихся овалов с бронзированными розетками в месте их пересечения. По верхней кромке решётки пущен пояс из повторяющихся розеток. Решётка моста установлена таким образом, что она не крепится к береговым элементам. Это обеспечивает свободу движения элементам конструкции моста.